# Žehra
Žehra (Hongaars:Zsigra) is een Slowaakse gemeente in de regio Košice, en maakt deel uit van het district Spišská Nová Ves.
Žehra telt 1696 inwoners.
Officieel ligt in de gemeente de burcht van Spiš, Spišský hrad. Dit is een bijzondere indeling omdat de burcht van oudsher werd bestuurd vanuit Spišské Podhradie. Deze plaats vormde eeuwenlang het bestuurscentrum van het voormalige Hongaarse comitaat Szepes.